# The Mews, Virginia
The Mews là một cộng đồng chưa hợp nhất tại Richmond, thuộc bang Virginia của Hoa Kỳ.